# La Torrecilla (berg i Spanien)
La Torrecilla är ett berg i Spanien.   Det ligger i provinsen Provincia de Granada och regionen Andalusien, i den södra delen av landet, 400 km söder om huvudstaden Madrid. Toppen på La Torrecilla är 1 919 meter över havet, eller 854 meter över den omgivande terrängen. Bredden vid basen är 8,5 km.
Terrängen runt La Torrecilla är kuperad åt nordväst, men åt sydost är den bergig. Runt La Torrecilla är det glesbefolkat, med 15 invånare per kvadratkilometer. Närmaste större samhälle är Alhama de Granada, 9,1 km öster om La Torrecilla. Omgivningarna runt La Torrecilla är i huvudsak ett öppet busklandskap.